# Beekklei
Beekklei is een soort klei die wordt afgezet door kleine beekjes en riviertjes. Beekklei is een zeer zuivere kleisoort. Doordat de klei nog zuiver en schoon is, ziet hij er meestal wit tot grijs uit.

## Toepassingen
Beekklei wordt gebruikt voor het pottenbakken. Ook wordt er keramiek voor sanitaire ruimtes van gemaakt, zoals badkuipen, wastafels en closetpotten. Ten slotte wordt de stof gebruikt om mee te boetseren.